# Мой ручной монстр (мультфильм)
«Мой ручной монстр» (англ. My Pet Monster) — мультсериал, созданный студиями Ellipse Programmé (Франция) и Nelvana (Канада).
В создании мультсериала «Мой ручной монстр» принимала участие компания «Those Characters from Cleveland», являющаяся подразделением American Greetings, ответственной за такие творения, как мультсериал «Заботливые мишки» и игрушки «Popples».

## Сюжет
Мальчик Макс покупает в магазине игрушку — синего монстра с розовой мордочкой и выпуклым пятнистым носом. Существо оживает и увеличивается в размерах, превращаясь в настоящего мусороядного монстра. Чтобы превратить его обратно в плюшевую игрушку, достаточно защёлкнуть на его запястьях пару игрушечных наручников. Вопреки своему звериному облику, Монстрик весьма дружелюбен. Ещё двое детей знают секрет Монстрика: сестра Макса — Джилл и его друг Чаки. Они присоединяются к Максу в его ежедневных приключениях, в которые также нередко вовлекается Бистур (Beastur), ещё один монстр из Страны Монстров (Monsterland). Задача Бистура — вернуть Монстрика через межпространственную дверь обратно в Страну Монстров, но планам злого монстра не суждено сбыться.

## Герои
- Макс (Max) — Санни Бизен Трэшер
- Чаки (Chuckie) — Стюарт Стоун
- Монстрик (Monster) — Джефф Макгиббон
- Джилл (Jill) — Элисон Кот
- Бистур (Beastur) — Дэн Хеннеси
- Мистер Хинкл (Mr. Hinkle) — Колин Фокс
- Принцесса (Princess) — Трейси Мур
- Эми (Ame) — Тара Кэрендофф

## Описание серий
1. Goodbye Cuffs, Goodbye Monster (премьера: 12 сентября 1987). Когда ужасный Бистур завладевает Волшебными наручниками Монстрика, Монстрик, Макс и Чаки бросаются в бой, чтобы вернуть наручники, прежде чем Монстр будет разоблачен, и Макс навсегда потеряет своего лучшего друга.
2. The Wolfmen Are Coming! (премьера: 19 сентября 1987). После просмотра ночь напролёт фильмов про монстров, Монстрик и компания приходят к выводу, что такие существа есть на самом деле. Их опасения усиливаются, поскольку они полагают, что те существа вышли чтобы поймать их.
3. Boogie Board Blues (премьера: 26 сентябра1987). Приглашённые звёзды: Хэдли Кей — голос Блейн (Blaine), Майкл Дж. Рейнолдс — голос доктора Льюиса (Dr. Lewis). На зимних каникулах Монстрик и Макс встречаются с освежающей новой забавой. Вскоре после просмотра этого, Монстрик решается попробовать это на себе.
4. Rock-a-bye Babysitters / Monster Cookie Mix-Up! (премьера: 2 октября 1987). Монстрик находит печенья, которые Джилл испекла для благотворительных целей и решает их проглотить. Дети пытаются сделать новую партию, которая оказывается более неудачной, чем это кажется.
5. The Masked Muncher! (премьера: 17 октября 1987). Большинство съестного в доме Макса оказываются пропавшим, либо полусъеденным. Монстрик становится главным подозреваемым, но в результате разгадкой становится то, чего никто не ожидал.
6. Runaway Monster (премьера: 24 октября 1987). Приходит день рождения Монстрика, но по-видимому никто из близких друзей не вспомнил этого столь особенного для него дня. Чувствуя себя забытым и одиноким, Монстрик решает убежать.
7. Finders Keepers / My Poet Monster (премьера: 31 октября 1987). Монстрик натыкается на тайник украденных драгоценностей и решает оставить их себе. Вскоре после того, как он берет их; воры, полиция, Макс и Чаки — все бросаются на поиски его.
8. Escape from Monsterland! (премьера: 7 ноября 1987). Макс, Монстрик и компания оказываются запертыми в Стране Монстров и должны найти выход, чтобы покинуть это опасное пугающее место.
9. Little Bigfoot (премьера: 14 ноября 1987). Макс, Монстрик и компания присоединяются к Мистеру Хинклу в его поездке на пикник, следуя легенде и тайне снежного человека.
10. Monster Makes the Grade! (премьера: 21 ноября 1987). Приходит пора школьных выборов, и Монстрик заинтригованный этим событием решается притвориться под внешностью ученика по обмену дабы оживить политический процесс.
11. Monster Movie Mayhem! / Superhero for Hire! (премьера: 5 декабря 1987). Видеокассету с записью Монстрика случайно перепутывают с видеокассетой с дог шоу. Макс с остальной командой пускается на поиски кассеты прежде чем она будет кем-то просмотрена и секрет существования Монстрика будет раскрыт.
12. Gorill’a My Dreams (премьера: 12 декабря 1987). Монстрик и компания идут в зоопарк и встречают там одинокую гориллу. После вмешательства Бистура, пояляется опасность что больше, чем только пара сердец, могут быть разбиты.
13. Rex Stalker—Monster Hunter! (премьера: 19 декабря 1987). На поиски Монстрика является некий Рекс Столкер. Бистур делает последнюю попытку чтобы затащить его обратно в Страну Монстров, но как следствие наступает хаос.

## Вступительная тема
Вступительная тема написана Марвином Долгэйем
| My pet monster, a monster of a friend,                      | Милый монстрик, для меня ручной,                          |
| my pet monster, on him I can depend,                        | Милый монстрик, хорошо мне быть с тобой.                  |
| he’s big and blue and scary,                                | Пусть синий ты, страшный                                  |
| but a friendly monster too.                                 | И проказник озорной,                                      |
| My pet monster, pet monster I love you!                     | Милый монстрик, ты мне нравишься такой!                   |
| He’s always playing scary tricks, but I know thats o.k.     | Он любит жутко хулиганить, дразнить, кривляться и пугать, |
| 'Cause he’s just having lots of fun in his own monster way. | Вдруг мебель в доме переставить, опрокинуть всё и удрать. |
| He loves to munch on garbage, he’ll even eat the can!       | Поесть он любит мусор и миской закусить,                  |
| If this sounds gross please understand…                     | Но больше всех на свете                                   |
| He’s my best friend!                                        | Я с ним хочу дружить!                                     |
| My pet monster, my very very bestest friend.                | Милый монстрик, самый лучший из друзей.                   |
| My pet monster, a monster of a friend.                      | С тобою рядом мне с каждым часом веселей.                 |
| A monster of a friend!                                      | Милый монстрик мой!                                       |